# 朱福
朱福（1443年—？），字天錫，直隸蘇州府吳縣人，南京光祿寺廚籍。明朝政治人物。進士出身。

## 生平
應天府鄉試第五十九名。成化八年（1472年）壬辰科會試第一百八十三名，殿試登進士第三甲第七十五名。

## 家族
曾祖父朱孟莊。祖父朱仲玉。父亲朱信。